# Spintaryskop
Spintaryskop - przyrząd składający się z ekranu fluorescencyjnego i soczewek, służący do obserwacji i liczenia promieni alfa. Najprostsza postać licznika scyntylacyjnego.
Na ekranie pokrytym siarczkiem cynku obserwuje się pod mikroskopem i liczy błyski wywołane przez poszczególne cząstki alfa, które wysyłane są przez badany preparat alfa-promieniotwórczy.
Za pomocą spintaryskopu można badać tylko preparaty bardzo słabo aktywne.